# Remigiusz Jankowski
Remigiusz Jankowski (ur. 13 października 1981 w Kaliszu) – polski aktor teatralny, filmowy i telewizyjny, znany m.in. z serialu Fałszerze – powrót Sfory.
Jest absolwentem Akademii Sztuk Teatralnych im. Stanisława Wyspiańskiego w Krakowie (2004). Od 1 września 2004 jest aktorem Teatr im. Wojciecha Bogusławskiego w Kaliszu.

## Spektakle teatralne

### Role
- 2003: Villa dei Misteri jako Harcerz (reż. Piotr Cieplak)
- 2004: Niepoprawni wg Fantazego jako major (reż. Paweł Wojtczuk, Bogna Podbielska, Jarosław Tumidajski, Michał Zadara, Piotr Ratajczak)
- 2004: Wybrani jako Dżemila (reż. Agata Duda-Gracz)
- 2005: Wszystko będzie dobrze jako Małpa (reż. Michał Wierzbicki)
- 2005: Woyzeck jako Killer (reż. Maja Kleczewska)
- 2006: Historia komunizmu jako Timofiej (reż. Józef Czajlik)
- 2006: Pan Tadeusz jako Tadeusz (reż. Maciej Grzybowski)
- 2006: Zabawa jako B (reż. Michał Soscyrjan)
- 2007: Opowieści o zwyczajnym szaleństwie jako Alesz (reż. Michał Kotański)
- 2008: Ferdydurke, czyli czas nieuniknionego mordu jako Hopek-Bobkowski (reż. Wojciech Kościelniak)
- 2008: Tartuffe albo Szalbierz jako Damis (reż. Grzegorz Chrapkiewicz)
- 2009: Ostatni taki ojciec (reż. Łukasz Witt-Michałowski)

### Prace reżyserskie
- 2006: Zabawa – reżyseria z D. Sosińskim i A. Cyranem

## Filmografia
- Samo życie jako sierżant Milkowski
- 2004, 2005: Klan jako 1) ratownik medyczny w karetce pogotowia ratunkowego; 2) Mężczyzna przekazujący Mironowi Lipskiemu kopertę z pieniędzmi
- 2004: Plebania jako członek sekty
- 2005–2006: Warto kochać jako ochroniarz Horoszewicza
- 2005: Pensjonat pod Różą jako pijany mężczyzna w knajpie
- 2005: Fala zbrodni jako Albert Rybicki „Ryba” (odc. 39)
- 2006: Fałszerze – powrót Sfory jako Piotr Bolewka „Bolo”
- 2006: Fala zbrodni jako człowiek Tatiany
- 2006: M jak miłość jako instruktor na strzelnicy
- 2007: Ryś jako Trupek
- 2007: Sex FM jako Dzidka
- 2007: Mamuśki jako policjant (odc. 17)
- 2008: Trzeci oficer jako policjant (odc.6)[2]
- 2008: 39 i pół jako kelner
- 2008: Boisko bezdomnych
- 2008: Czas honoru jako gestapowiec
- 2008: Egzamin z życia jako kolega Grzegorza
- 2008: Glina jako członek PMR
- 2008: Londyńczycy jako Tadek
- 2008: Teraz albo nigdy! jako ochroniarz
- 2008: Wichry Kołymy jako strażnik w pociągu
- 2009: Blondynka jako pan młody (odc. 4)
- 2010: Na Wspólnej jako Hubert Jesionowski
- 2011: Siła wyższa jako Borys
- 2012: Na dobre i na złe jako Misiek
- 2012: Komisarz Alex jako Olo (odc. 20)
- 2013: Prawo Agaty jako strażnik miejski (odc. 45)
- 2013: Pierwsza miłość jako kierowca
- 2019: Legiony jako ułan
- 2020: Jonasz z 2B jako mężczyzna przed klubem

Źródło: Filmpolski.pl.